# Тропто
Тропто́ — река на острове Сахалин, протекает по Охинскому перешейку. Длина реки (с Большим Троптуном) — 33 км. Площадь её водосборного бассейна насчитывает 125 км².
Начинается при слиянии рек Большой и Малый Троптун на высоте 21,9 метра над уровнем моря. Течёт в общем южном направлении через елово-лиственничный лес. Нижняя половина долины заболочена. Ширина реки вблизи устья 34 метра, глубина — 0,7 метра, скорость течения воды 1,2 м/с. Впадает в Залив Тропто (Тронт) Охотского моря. Протекает по территории Охинского городского округа Сахалинской области.

## Данные водного реестра
По данным государственного водного реестра России относится к Амурскому бассейновому округу.
Код объекта в государственном водном реестре — 20050000212118300000043.